# 広島市立山本小学校

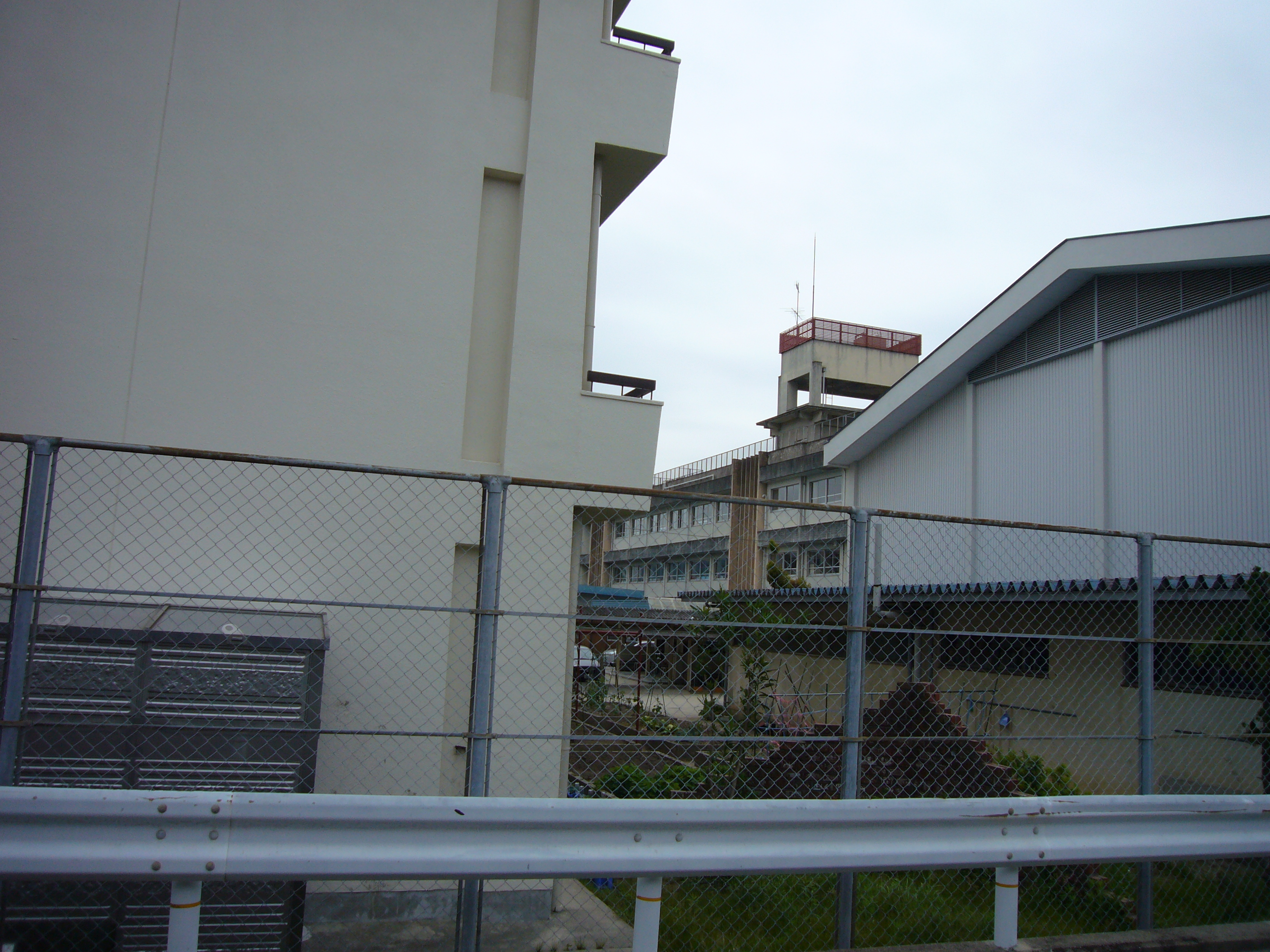
西側

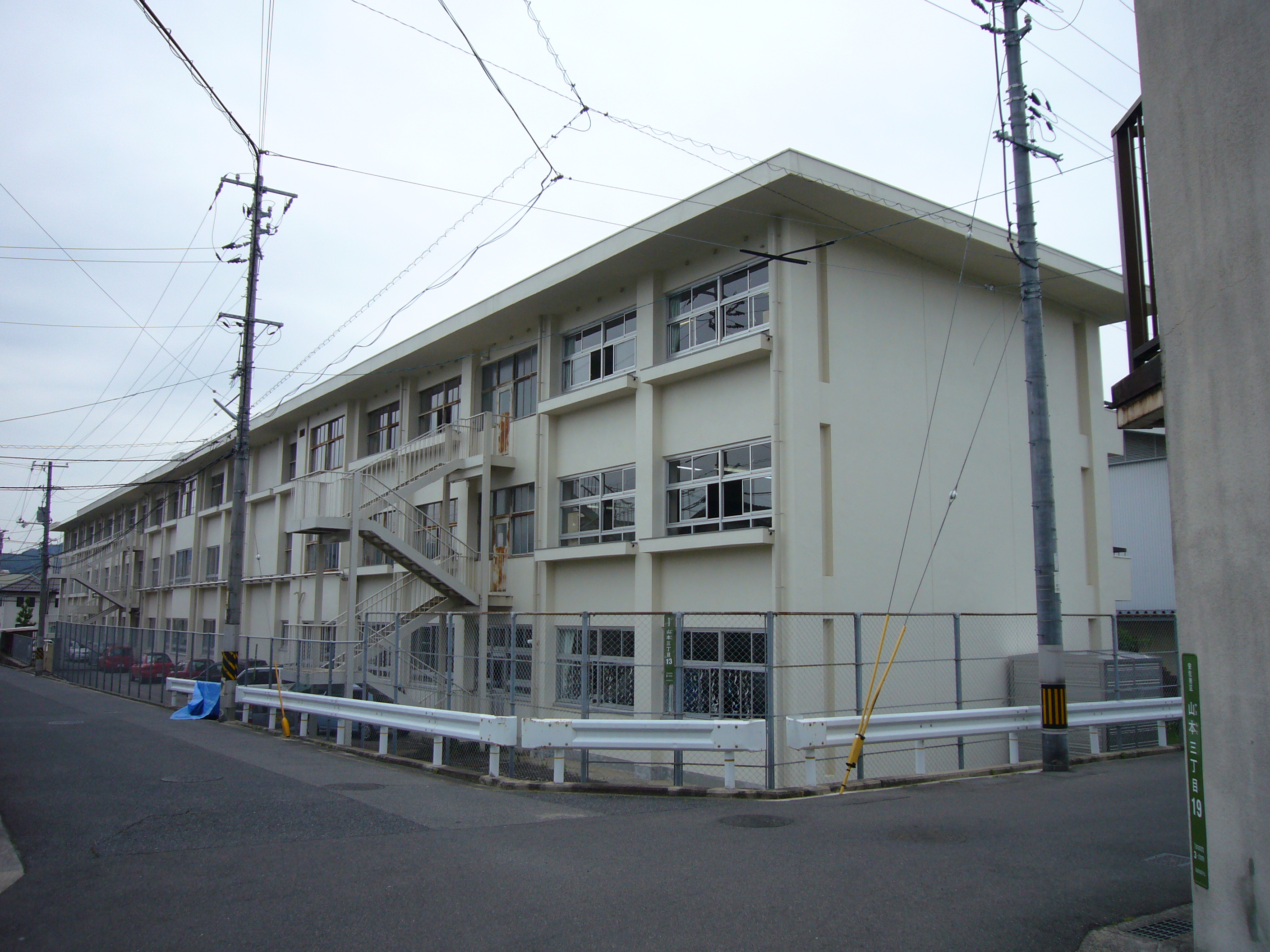
北側

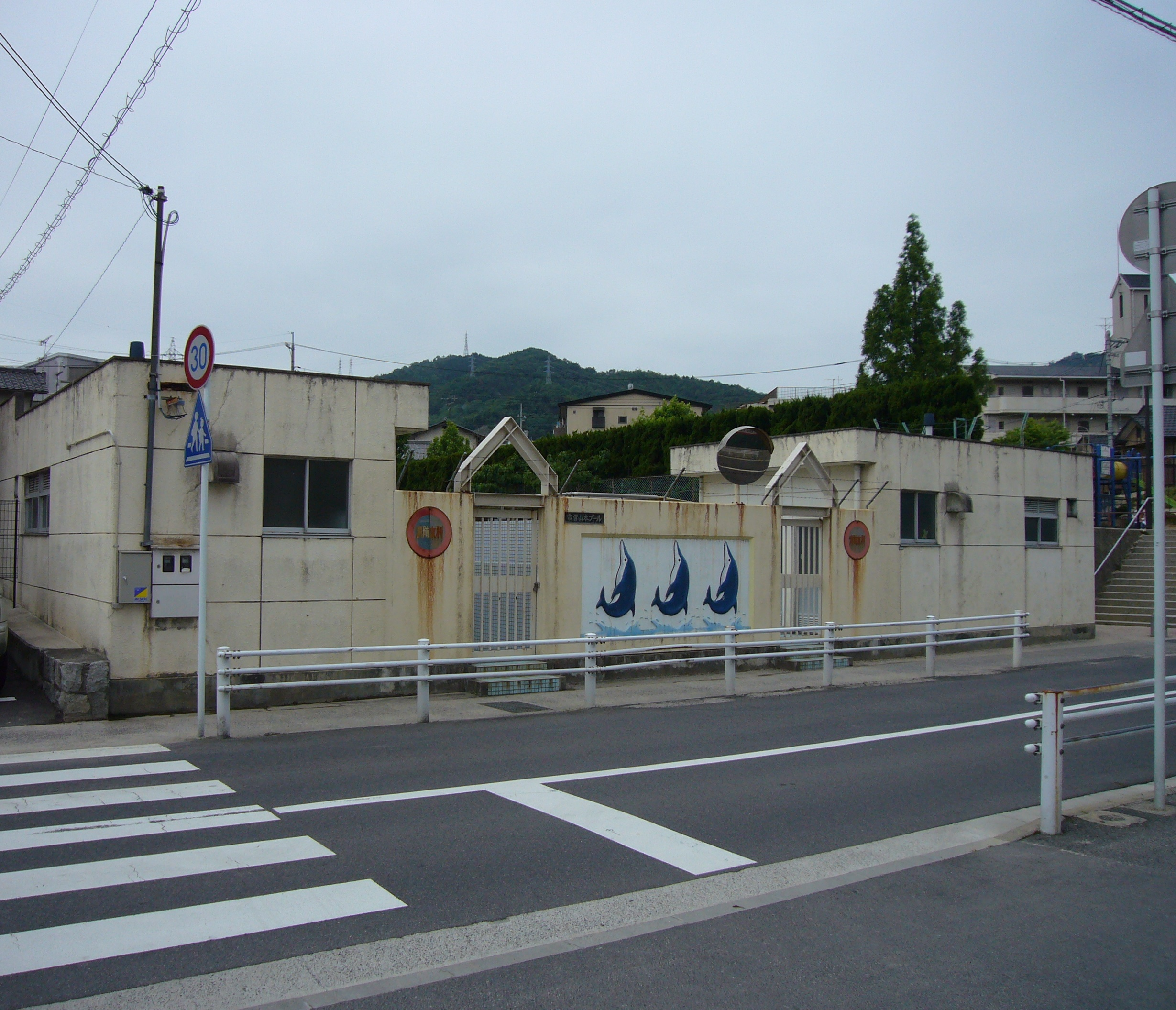
近くの広島市立山本プール

広島市立山本小学校（ひろしましりつ やまもとしょうがっこう）は、広島県広島市安佐南区山本三丁目にある公立小学校。

## 歴史
- 明治6年 - 創立
- 明治20年 - 山本簡易小学校と改称
- 明治24年 - 山本尋常小学校と改称
- 明治32年 - 校舎改築
- 明治42年 - 校舎増築
- 大正4年 - 校舎増築
- 大正13年 - 山本尋常高等小学校と改称（高等科併設）
- 昭和12年 - 校舎新築
- 昭和16年 - 山本村立国民学校と改称
- 昭和22年 - 祇園町立山本小学校と改称
- 昭和26年 - 講堂新築
- 昭和36年 - 現在地に校舎移転新築
- 昭和39年 - 講堂火災延焼　プール新設
- 昭和40年 - 講堂新築
- 昭和47年 - 広島市立山本小学校と改称
- 昭和48年 - 体育館新築
- 昭和52年 - 広島市教育推進校（学習指導）鉄筋三階建校舎増築
- 昭和53年 - 障害児学級設置　受水槽設置
- 昭和57年 - 給食調理場新築
- 平成8年 - 広島市立学校教職員教育実践研究物特別奨励賞受賞
- 平成10年 - コンピューター室設置
- 平成12年 - 山本児童館開館
- 平成15年 - 体育館床張り改修工事
- 平成16年 - 南校舎前花壇改修工事
- 平成17年 - ひまわり学級新設
- 平成18年 - 南校舎1階身障者用便所・シャワー室新設
- 平成19年 - 給食室増設・体育館耐震工事・北校舎外壁補修・児童数増加によりプレハブ校舎建設
- 平成20年 - 児童数増加によりプレハブ校舎増設
- 平成21年 - 山本第二小学校（仮称）開校準備委員会発足

## 学区
広島市安佐南区山本1丁目から山本9丁目まで

## 進路
卒業生の多くは広島市立祇園中学校に進学する。

## 備考
- 児童数急増への対応のため、2010年4月に東亜祇園ニュータウン春日野地区を学区分離し、広島市立春日野小学校が開校した。

## 周辺施設
- 広島市立祇園中学校
- 広島県立祇園北高等学校
- 可部線下祇園駅
- 広島県警安佐南警察署山本交番
- ジョイフル山本店
- マルショク山本店
- フレスタ東山本店